# Orani (Olaszország)
Orani település Olaszországban, Szardínia régióban, Nuoro megyében. Lakosainak száma 2699 fő (2023. január 1.). Orani Benetutti, Bolotana, Illorai, Mamoiada, Nuoro, Oniferi, Orotelli, Ottana és Sarule községekkel határos.

## Népesség
A település lakossága az elmúlt években az alábbi módon változott:
| Lakosok száma | 2882 | 2865 | 2699 |
|               | 2017 | 2018 | 2023 |